# Kalina obecná

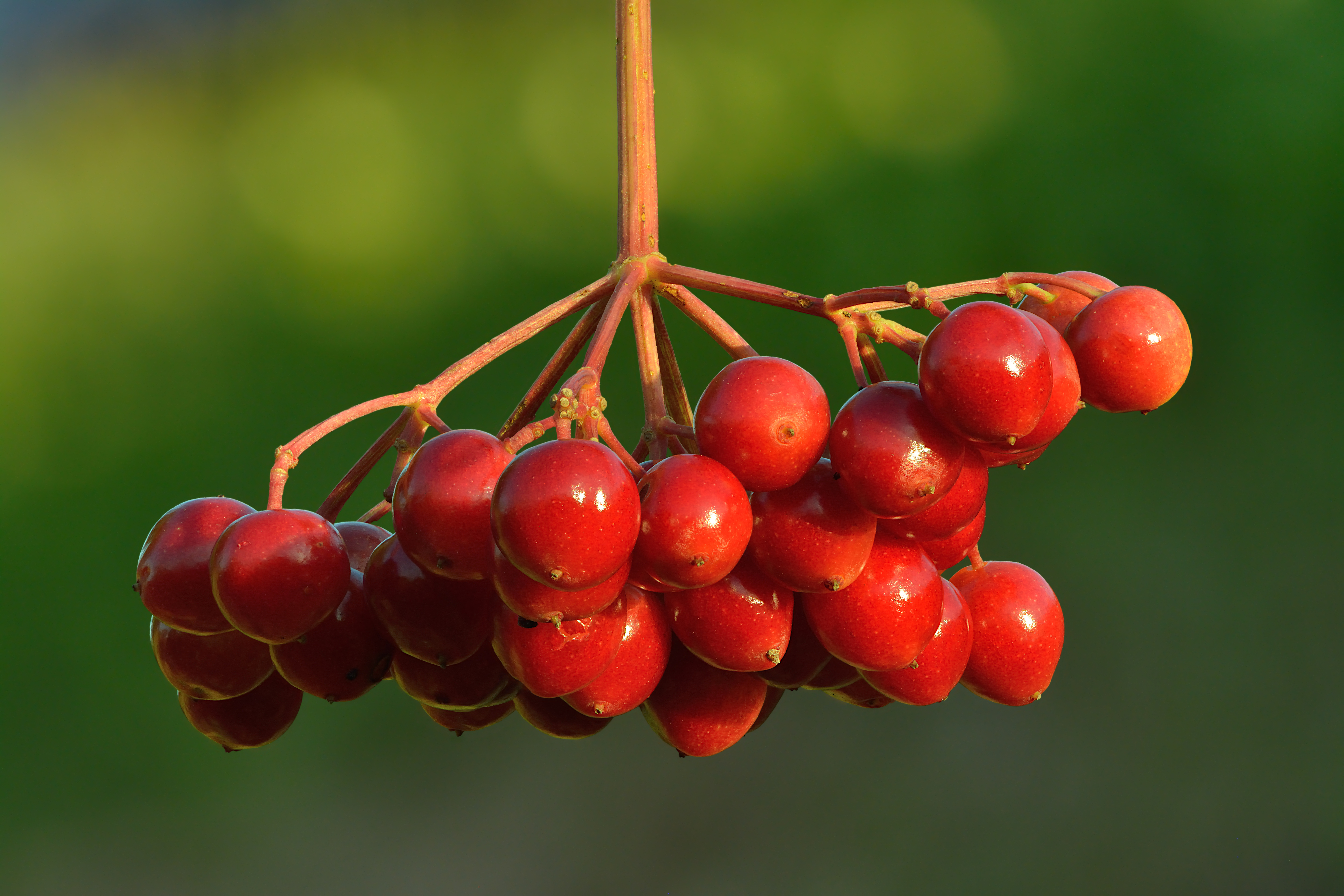
Plody

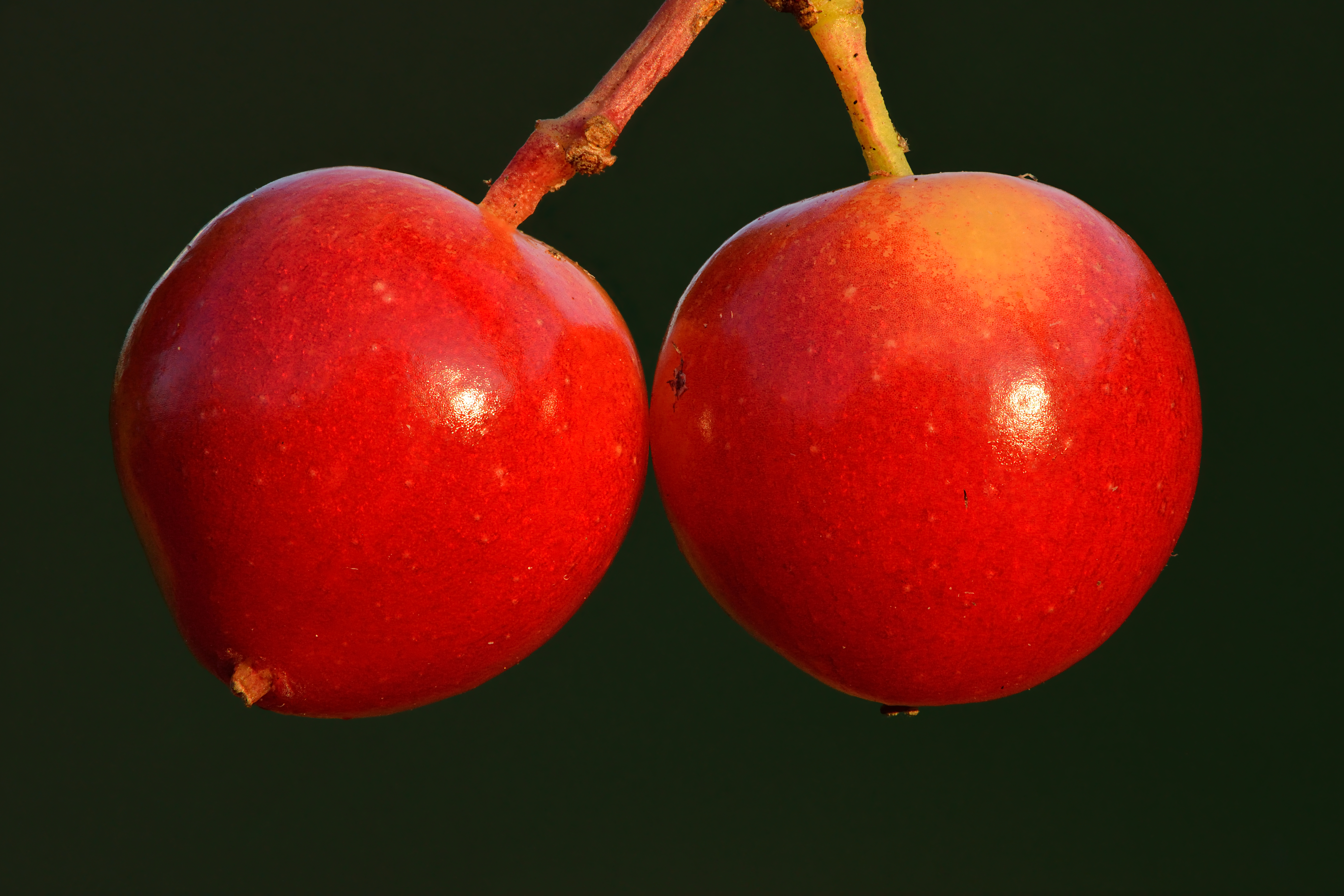
Plody

Kalina obecná (Viburnum opulus) je keř s plochými nebo kulovitými květenstvími bílých, nazelenalých nebo narůžovělých květů. V České republice roste ve vlhkých křovinách a listnatých lesích a často se také pěstuje jako okrasný keř, zejména ve formě s kulovitými květenstvími sterilních květů.

## Výskyt
Druh se vyskytuje v celé Evropě, západní a severní Asii. Viburnum opulus L. subsp. opulus roste ve střední Evropě od rovin po Alpy v nadmořské výšce do 1000 metrů. Většinou se nachází na světlejších až polostinných, čerstvě vlhkých stanovištích s dostatkem živin, a to v křovinách, v lesních pláštích, lužních lesích, mokřadních olšinách a bučinách, též při březích potoků, řek a jezer. Druh se volně vyskytuje i v Severní Americe, kam byl zavlečen.

## Popis
Kalina obecná je až 4 m vysoký keř s troj- až pětilaločnými řapíkatými listy se špičatými, tupě zubatými laloky. Listy jsou na líci lysé, na rubu pýřité, opadavé. Kvete od května do července, květenství jsou bohaté koncové chocholičnaté laty či vrcholíky o průměru 5–8 cm s bílými nebo narůžovělými, souměrnými, pětičetnými květy. Vnitřní květy jsou zvonkovité, drobné, 4–5 mm v průměru. Nápadnější okrajové květy jsou bílé a neplodné, o průměru 15–25 mm. Plody jsou jednosemenné, lesklé a červené peckovice, které zůstávají na keři až dlouho do zimy. Jsou nahořklé a obsahují nebezpečné toxické látky.
Zahradní formy mívají kulovitá květenství pouze neplodných bílých květů.

## Použití

### Okrasná rostlina
Druh se pěstuje jako okrasná rostlina pro výrazné kvetení a barevné plody. Roste nejlépe na vlhkých, mírně zásaditých půdách, ale dobře snese většinu půd. Bylo vyšlechtěno několik kultivarů, k nejznámějším patří 'Roseum' (synonyma 'Sterile', 'Snowball'). Tento kultivar má květy pouze sterilního typu, netvoří plody. Květenství uvedeného kultivaru vypadá spíše kulovité. Keř lze pěstovat jako živý plot nebo jako součást skupinových výsadeb. Řez snáší dobře.

### Lidové léčitelství
Lék z kůry je uváděn jako spazmolytikum, zejména při menstruačních bolestech. Plody se podle některých zdrojů osvědčily i při léčbě žaludečních vředů a zevně při léčbě ekzémů a vyrážek. Bobule jsou obvykle sklízeny na jaře nebo po prvním mrazu; použity mohou být jen tehdy, když jsou zralé.
Plody obsahují velmi nebezpečné toxické látky: kumariny, které působí jako antikoagulanty, a širokou škálu dalších toxických látek. V ČR je kalina obecná považována za jedovatou rostlinu, stejně jako jiné druhy rodu.

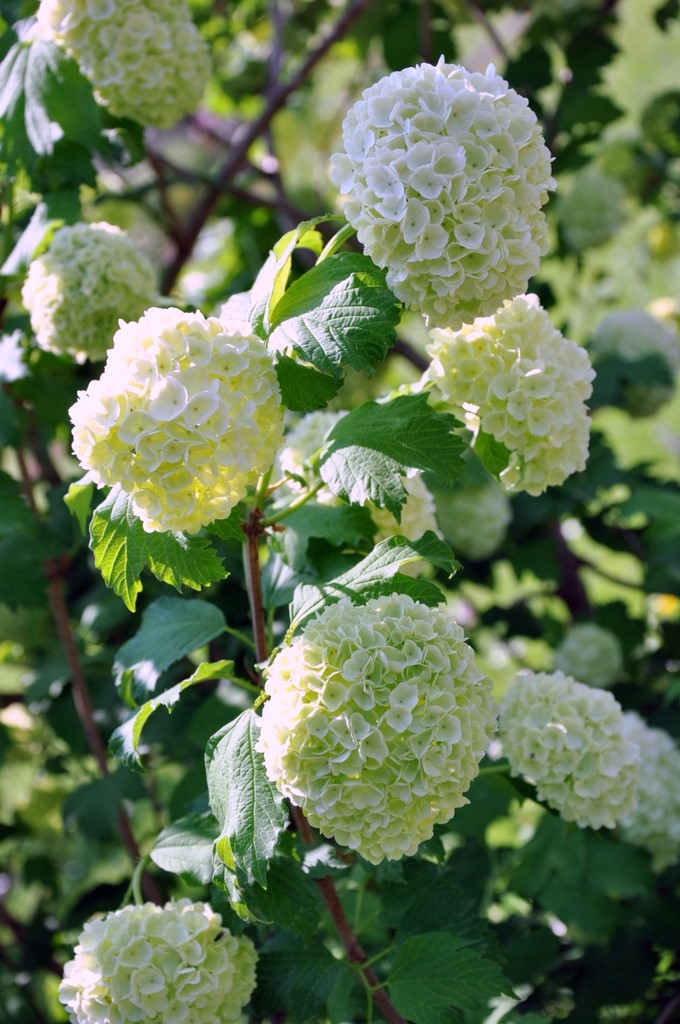
Květ kultivaru kaliny obecné 'Sterile'
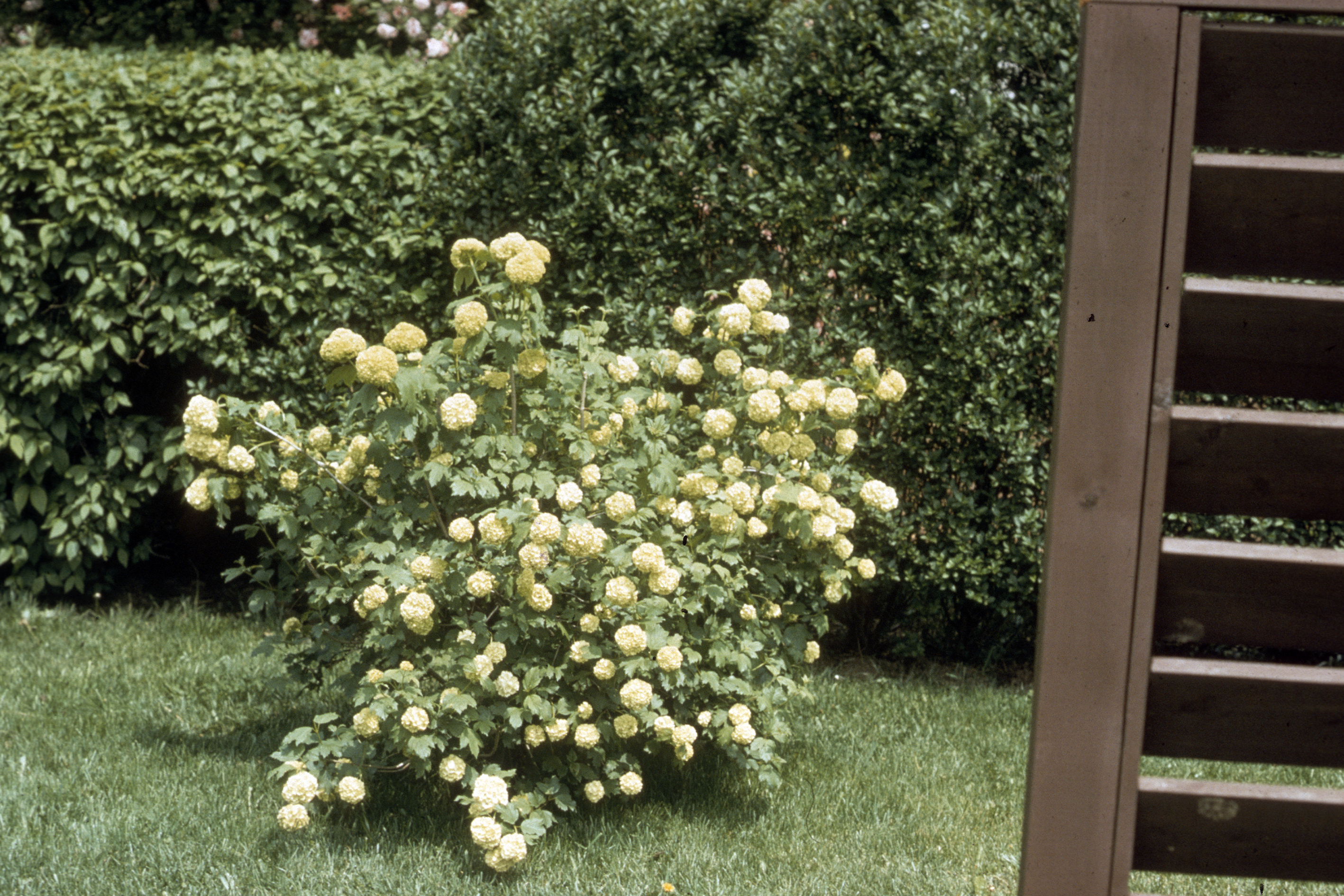
Kultivar 'Sterile', habitus
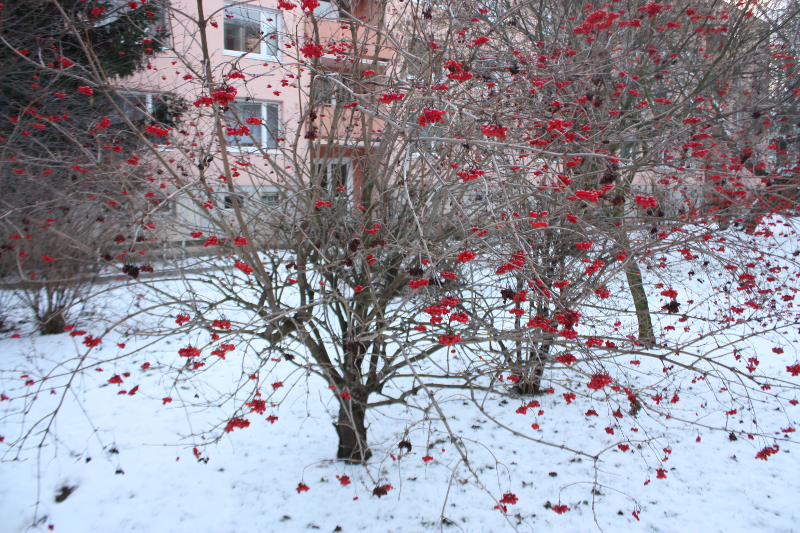
Plody na keřích jsou výrazné během zimy, především v kontrastu ke sněhu
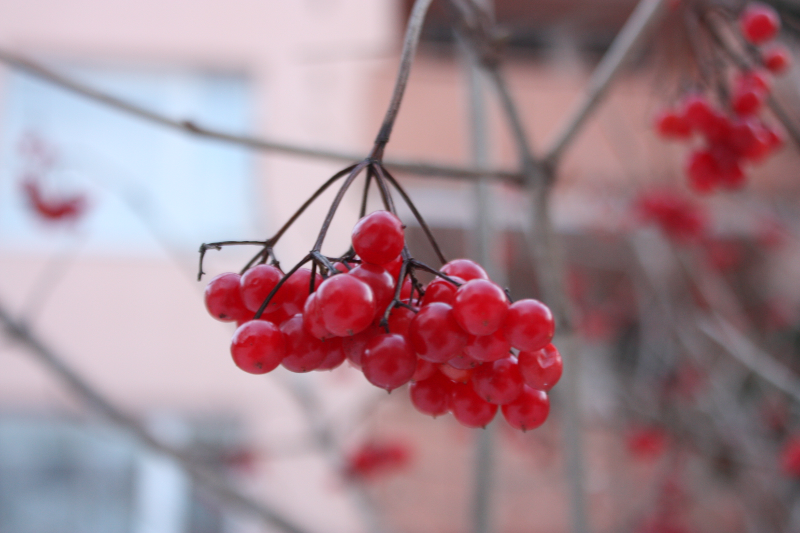
Plody

## Kulturní význam
Kalina obecná byla ve východní Evropě mimořádně oblíbená, patrně kvůli jasně červeným plodům (v bulharštině se nazývá „červená“, v polštině „korálová“). Na Ukrajině a v Rusku se vyskytuje v lidovém umění na výšivkách i v lidových písních. Ukrajinci ji považují za svůj národní symbol.[zdroj?]